# Adalbert von Waltenhofen

Adalbert von Waltenhofen

Adalbert Carl Ritter von Waltenhofen zu Eglofsheimb (* 14. Mai 1828 in Admontbichl in der Steiermark; † 5. Februar 1914 in Wien) war ein österreichischer Physiker und Elektrotechniker.

## Leben
Adalbert von Waltenhofen wurde als Sohn des k. u. k. Hofrats Carl Ritter von Waltenhofen zu Eglofsheimb und dessen Ehegattin Amalie von Waltenhofen (geborene Knaffl-Lenz von Fohnsdorf) geboren.
Nach seinem Studium in Wien wurde er zunächst 1850 Gymnasiallehrer am Grazer Joanneum, schon zwei Jahre darauf Professor am Physikalischen Institut der Universität Innsbruck und anschließend ab 1867 Professor der Physik an der Deutschen Polytechnischen Landesinstitut des Königreiches Böhmen in Prag, wo er von 1878 bis 1882 auch als Rektor fungierte. Dort erfand er 1874 das nach ihm benannte Waltenhofen'sche Pendel (englisch Waltenhofen's pendulum), einen Vorläufer der heutigen Wirbelstrombremse. 1883 bis 1899 schließlich war er erster Professor und später Vorstand des Instituts für Elektrotechnik der Technischen Hochschule Wien.
Von Waltenhofen war in erster Ehe verheiratet mit Marie, geb. Bernhard (gest. 1891). Die gemeinsame Tochter war verheiratet mit von Waltenhofens Assistenten Karl Zickler, gebürtig aus Karlsbad, der später Professor für Elektrotechnik an der Technischen Hochschule in Brünn wurde. In zweiter Ehe heiratete von Waltenhofen Maria, geborene Gottl Edle von Ottlilienfeld (gest. 1903), der Tochter von k. u. k. Oberst Maximilian Gottl Edler von Ottlilienfeld und Anna Caj. Lorenz. Beerdigt sind alle in der Waltenhofen-Gottl'schen Familiengruft auf dem Wiener Zentralfriedhof (Tor 2, Gruppe 72C, Reihe 1, Nummer G6).
Von Waltenhofen wurde 1868 zum Mitglied der Königlichen böhmischen Gesellschaft der Wissenschaften gewählt und war seit 1871 auch korrespondierendes Mitglied der Kaiserlichen Akademie der Wissenschaften. 1942 wurde die Waltenhofengasse im Wiener Gemeindebezirk Favoriten nach ihm benannt.

## Werke
- Grundriß der mechanischen Physik. Leipzig 1875
- Die internationalen absoluten Maße, insbesondere die elektrischen Maße. Verlag Vieweg, Braunschweig 1885